# شارون هامبروک
شارون هامبروک (انگلیسی: Sharon Hambrook؛ زادهٔ ۲۸ مارس ۱۹۶۳) ورزشکار شنای موزون اهل کانادا است.
وی در مسابقات کشوری و بین‌المللی در مجموع برندهٔ ۲ مدال طلا، ۲ مدال نقره شده‌است.